# Bandarilheiro

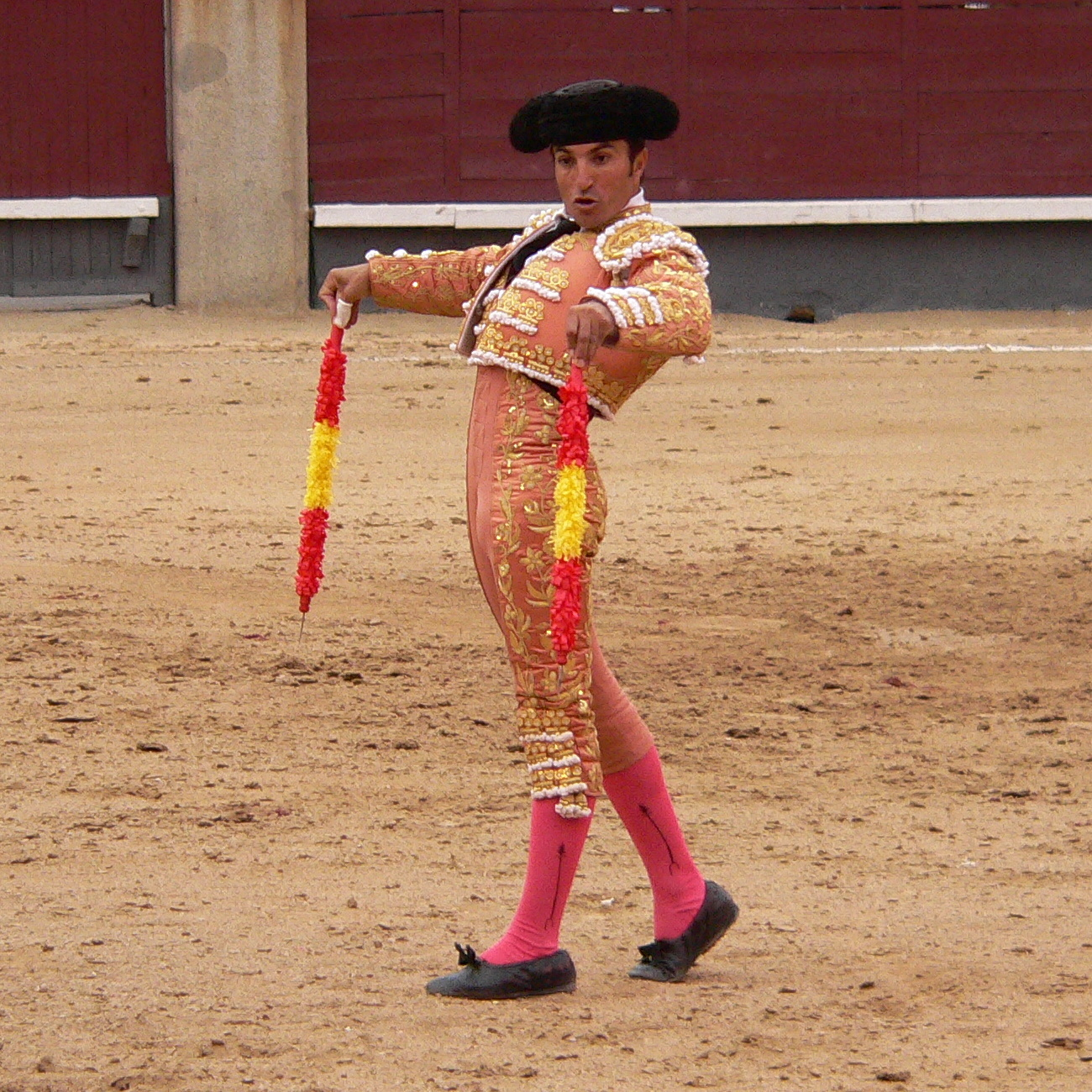
Bandarilheiro na Praça de touros de Las Ventas, (Madrid).

Bandarilheiro é um artista tauromáquico que participa nas touradas auxiliando, a pé, o toureiro. Os bandarilheiros são membros da quadrilha que acompanha e auxilia o matador de touros/novilheiro ou o cavaleiro tauromáquico.
Em 2009, estavam registados no Sindicato Nacional dos Toureiros Portugueses 55 bandarilheiros e na categoria de bandarilheiros praticantes encontravam-se 19.
No caso das corridas lide a pé cabe, por norma, aos bandarilheiros de protagonizarem o tércio de bandarilhas.
No caso do toureio a cavalo, cabe, por norma, aos bandarilheiros da quadrilha do cavaleiro prestarem auxílio no posicionamento do touro para a pega por parte dos grupos de forcados.
Em Portugal, os bandarilheiros e os bandarilheiros praticantes são acreditados, tal como os restante artistas tauromáquicos, pela Inspeção-Geral das Atividades Culturais (IGAC)